# 卡特島 (巴庫蒂斯海岸)
卡特島（英語：Carter Island）是南極洲的島嶼，位於瑪麗伯德地的巴庫蒂斯海岸，處於馬丁半島西面的格萊德灣，美國地質調查局根據美國海軍拍攝的空中照片繪入地圖，現時由南極條約體系管理。